# Thémis (lune)
 (novembre 2016).
Si vous disposez d'ouvrages ou d'articles de référence ou si vous connaissez des sites web de qualité traitant du thème abordé ici, merci de compléter l'article en donnant les références utiles à sa vérifiabilité et en les liant à la section « Notes et références ».
Pour les articles homonymes, voir Thémis (homonymie).
Le 28 avril 1905, William Henry Pickering, qui avait sept ans plus tôt découvert Phœbé, annonçait la découverte d'un dixième satellite de Saturne, qu'il baptisa Thémis, en référence à Thémis, titanide de la mythologie grecque. Les plaques photographiques sur lesquelles il pensait l'avoir mise en évidence, treize en tout, avaient été saisies entre le 17 avril et le 8 juillet 1904.
Mais les observations ultérieures ne permirent pas d'apercevoir à nouveau l'objet supposé.
Pickering calcula une orbite, qui montrait une inclinaison marquée (39,1° par rapport à l'écliptique), une excentricité tout aussi marquée (0,23) et un demi-grand axe de 1,457 Gm, un peu plus petit que celui d'Hypérion. La période était de 20,85 jours, et le mouvement direct. Pickering estima le diamètre à 61 km, mais comme il donne 68 km comme diamètre de Phœbé, il est clair qu'il surestimait l'albédo ; si on utilise la valeur moderne de Phœbé, Thémis aurait un diamètre de 200 km. Finalement, les observations plus récentes ne permirent pas de retrouver l'objet décrit, et vu les moyens très supérieurs de l'astronomie actuelle (y compris les sondes envoyées dans les environs de Saturne), Thémis était un artéfact d'observation.
Pickering reçut le Prix Lalande de l'Académie des sciences en 1906 pour sa « découverte des neuvième et dixième satellites de Saturne ».
Le véritable dixième satellite de Saturne (dans l'ordre des découvertes) est Janus, découvert en 1966 et confirmé en 1980. Son orbite n'a rien de commun avec celle de la supposée Thémis.
Un astéroïde de la ceinture principale, (24) Thémis, découvert et nommé 52 ans plus tôt par Annibale De Gasparis, porte également le nom de la titanide Thémis.

## Chiron
Quarante-quatre ans plus tôt, en avril 1861, Hermann Goldschmidt crut découvrir lui aussi un nouveau satellite de Saturne, également situé entre Titan et Hypérion, qu'il nomma Chiron.
L'existence de Chiron a également été réfutée. Le nom a finalement été utilisé pour un astre alors considéré comme étant à la fois une comète et un astéroïde, (2060) Chiron.